# بيك (كارولاينا الجنوبية)
بيك (بالإنجليزية: Peak, South Carolina)‏ هي بلدة أمريكية تقع في الولايات المتحدة في مقاطعة نيوبيري (كارولاينا الجنوبية). يقدر عدد سكانها بـ 64 نسمة ومساحتها 0.7 كم2 و وترتفع عن سطح البحر 90 متر.